# کومله سازمان کردستان حزب کمونیست ایران
کومله سازمان کردستان حزب کمونیست ایران (به کردی: کوموله ڕێکخراوی کوردستانی حیزبی کۆمۆنیستی ئێران) یک سازمان سیاسی و مسلح در کردستان ایران است که با مشی سیاسی کمونیستی و چپ رادیکال فعالیت می‌کند.
این گروه در گذشته سازمان انقلابی زحمتکشان کردستان ایران نام داشت و تا قبل از مشارکت در تأسیس حزب کمونیست ایران از ایدئولوژی مائوئیستی تبعیت می‌کرد؛ اما در سال ۱۳۶۲ ضمن پذیرش برخی تغییرات ایدئولوژیک و نزدیک شدن به آرای اتحاد مبارزان کمونیست، در اتحاد با این گروه و چند گروه دیگر در تأسیس حزب کمونیست ایران ایفای نقش کرد و با پذیرفتن نقش سازمان منطقه‌ای این حزب در کردستان ایران، نام خود را به کومله سازمان کردستان حزب کمونیست ایران تغییر داد و از آن زمان تاکنون با همین نام فعالیت می‌کند.
کومله سازمان کردستان حزب کمونیست ایران همزمان با انقلاب بهمن ۱۳۵۷، به همراه دیگر احزاب و سازمان‌ها در کردستان ایران دست به فعالیت‌های مسلحانه زد.< name=" مطالعات ۱">"جریانات و غائله‌ها یک سال‌های ۱۳۵۷ تا ۱۳۶۰-مؤسسه مطالعات و پژوهش‌های سیاسی". psri.ir (به انگلیسی). Retrieved 2022-10-24.</ref> با این حال از سال ۱۳۶۳ به مدت چهار سال کومله با حزب دموکرات کردستان ایران وارد یک جنگ مسلحانه شد که موجب تلفات و تغییراتی در این حزب شد. در ادامه جنگ ایران و عراق، این گروه در داخل خاک عراق مستقر شدند و مورد حمایت صدام حسین و حکومت حزب بعث قرار گرفتند. صدام پول، پشتیبانی لجستیکی و تسلیحات در اختیار این حزب قرار می‌داد. پس از سال ۱۹۹۱، آنها پناهگاه‌های امن‌تری را در منطقه خودمختار کردستان بالفعل یافتند.
تاکنون چندین انشعاب در درون کومله سازمان کردستان حزب کمونیست ایران اتفاق افتاده و احزاب دیگری ایجاد شده‌اند که با نام کومله فعالیت می‌کنند. همچنین از زمان برگزاری کنگرهٔ هجدهم کومه‌له سازمان کردستان حزب کمونیست ایران طی روزهای ۲۳ تا ۲۶ دی ۱۴۰۰، انشعاب دیگری نیز در درون این حزب به وقوع پیوسته است که به دنبال آن دو حزب با نام مشابه «کومله، سازمان کردستان حزب کمونیست ایران» و و دو حزب با نام «حزب کمونیست ایران» فعالیت می‌کنند. دبیرکلی یکی از این دو کومله را ابراهیم علیزاده و دبیرکلی دیگری را حسن شمسی بر عهده دارد.

## تاریخچه
در پاییز سال ۱۳۴۲ جمعی از دانشجویان کُرد که تازه با مسائل سیاسی و ادبیات چپ و کمونیستی آشنا شده بودند، در تهران دور هم جمع شدند و تشکیلاتی را بنیان نهادند که بعدها کومه‌له نام گرفت. بنیانگذاران کومه‌له ۱۱ نفر بودند که عبارتند از: فؤاد مصطفی سلطانی (مهندس برق از دانشگاه صنعتی آریامهر)، محمدحسین کریمی (مهندس کشاورزی)، عبدالله مهتدی، مصلح شیخ‌الاسلامی (شاعر)، ساعد وطن‌دوست (مهندس راه و ساختمان)، شعیب زکریایی، فاتح شیخ‌الاسلامی (دانش‌آموختهٔ جامعه‌شناسی)، یدالله بیگلری (دانش‌آموختهٔ حقوق)، حسین مرادبیگی، ایرج فرزاد، محسن رحیمی. 
این سازمان تا ۲۶ بهمن ۱۳۵۷ و به مدت ۹ سال به صورت مخفیانه فعالیت کرد و در این مدت در بسیاری از روستاها و شهرهای کردستان و در اکثر مراکز صنعتی و دانشگاهی در سراسر ایران، توانسته بود نفوذ کند و به‌صورت یک تشکیلات نسبتاً منسجم و در عین حال گسترده درآید.
در روز ۲۴ بهمن ۱۳۵۷ محمدحسین کریمی که یکی از بنیانگذاران کومله بود در جریان تصرف شهربانی شهر سقز، زخمی شد و دو روز بعد جان باخت. به همین دلیل تشکیلاتی که تا آن زمان به‌صورت مخفی و با نام تشکیلات فعالیت می‌کرد، تصمیم گرفت برای زنده نگه‌داشتن نام او، این روز را به عنوان روز فعالیت علنی تشکیلات کومه‌له نامگذاری کند.
کومه‌له جزو اولین جریانات چپ و کمونیستی بود که از همان ابتدای روی کار آمدن حکومت جمهوری اسلامی، علیه نظام مستقر و کردهای حامی نظام، دست به اسلحه برد.

## فعالیت علیه جمهوری اسلامی
از جمله اقدامات کومه‌له علیه جمهوری اسلامی می‌توان به موارد زیر اشاره کرد:
- سازماندهی و رهبری افراد در نوروز ۱۳۵۸سنندج که به رهبری کادرهای شناخته شده کومهله نظیر صدیق کمانگر و ایوب نبوی و فرماندهی فرمانده مشهور کومهله، محمد مایی (کاک شوان) انجام شد.[نیازمند منبع]
- کوچ تاریخی مردم مریوان به رهبری فؤاد مصطفی سلطانی
- انجام اقدامات مسلحانه در شهر پاوه به همراه حزب دمکرات کردستان در برابر جمهوری اسلامی و حامیان نظام جمهوری اسلامی.
- حمله به لشکر زرهی ارتش جمهوری اسلامی ایران در جاده بانه-سردشت به فرماندهی سرلشکر صیاد شیرازی
- مسلح کردن زنان و شرکت دادن آنها در جنگهای پارتیزانی و کارهای سیاسی در سال ۱۳۶۱ که بدین ترتیب کومهله به اولین جریان سیاسی تبدیل شد که تا آن زمان در سطح خاورمیانه به صورت رسمی زنان را وارد عرصه فعالیت نظامی کرد.
- .[نیازمند منبع]
- اولین شوراهای شهر و شورای محلات (بنکه‌ها) در شهر سنندج با سازماندهی کومه‌له تشکیل شد.
- تشکیل اتحادیه دهقانان که فؤاد مصطفی سلطانی خود ایده‌پرداز و مسئول سازماندهی آن در روستاهای مریوان بود و بعدها کادرهای کومه‌له در مناطق روستایی شهرستان‌های سقز، کامیاران و بانه، بوکان، سردشت و اشنویه هم این اتحادیه‌ها را برپا کردند و یکی از وظایف این اتحادیه‌ها برچیدن آخرین بازماندگان اربابان و زمینداران وابسته به حکومت پهلوی و همچنین تقسیم این اراضی افراد بین مردم آبادی‌ها بود.[نیازمند منبع]

تشکیل اتحادیه و شوراهایی مانند:
- اتحادیه بیکاران
- شورای معلمان
- شورای زنان
- شورای دانش اموزان
- اتحادیه هنرمندان
- .[نیازمند منبع]

## تشکیل حزب کمونیست ایران
کومه‌له به همراه سازمان اتحاد مبارزان کمونیست (سهند)، آن بخش نجات یافته از ضربات پاسداران اسلامی (سازمان پیکار)، جمعی از کادرهای سازمان انقلابی راه کارگر و چندین گروه بزرگ و کوچک چپ و کمونیستی دیگر، بعد از هشت ماه، سرانجام در روز ۱۱ شهریور ۱۳۶۲ حزب کمونیست ایران را تشکیل دادند. و کومه‌له به‌عنوان یکی از ستون‌های اصلی این حزب و به نام جدید سازمان کردستان حزب کمونیست ایران (کومه‌له) و با حفظ رهبری و فرم تشکیلاتی خود تا آن زمان به فعالیت خود در این حزب ادامه داد وتا امروز هم همچنان به این مسئولیت خود پایبند بوده و آن را ادامه داده است.

## انشعابات در کومله
در سال ۲۰۰۰ میلادی، پس از مدتها کشمکش درونی، آن دسته از اعضا و رهبران کومله که اعتقاد داشتند کمونیسم مانع رسیدن آنها به سهیم شدن در قدرت در آینده کردستان ایران است، به رهبری عبدالله مهتدی و عمر ایلخانی زاده، انشعاب کردند و سازمان زحمتکشان کردستان ایران را بنیان‌گذاری کردند. این حزب، خود در سال ۲۰۰۷ دچار انشعاب شد و شاخه رفورم و اصلاحات به رهبری عمر ایلخانی زاده از آن جدا شد. این دو جریان بعدها هر کدام دارای چندین انشعاب دیگر شدند.

## نشریات حزبی
کومله سازمان حزب کمونیست ایران نشریه‌ای به نام پیشرو (به کردی: پێشڕه‌و) را منتشر می‌کند که به زبان کردی سورانی منتشر می‌شود. پیشرو ارگان این سازمان محسوب می‌شود و مواضع و تحلیل‌های سیاسی اعضای آن از اوضاع سیاسی و اجتماعی کردستان، ایران، خاورمیانه و جهان را در خود دارد. علاوه بر این کومله در گذشته نشریه‌ای ادبی، فرهنگی، هنری و روشنفکری را به نام پیشَنگ (به کردی: پێشه‌نگ) منتشر می‌کرد که مطالب تئوریک، فلسفی، شعر، داستان و نقد در آن به چاپ می‌رسید. انتشار پیشَنگ از سال ۱۳۹۰ خورشیدی متوقف شده است.
علاوه بر این دو نشریه، اعضای سازمان مواضع و نظریات خود را در نشریهٔ جهان امروز نیز منتشر می‌کنند که به زبان فارسی و توسط حزب کمونیست ایران منتشر می‌شود. کومله همچنین دارای یک رادیو به نام رادیو صدای آزادی و برابری (به کردی: ڕادیۆ ده‌نگی ئازادی و یه‌کسانی) است که از تاریخ ۱ نوامبر ۲۰۰۴ فعالیت خود را آغاز کرده است. علاوه بر این کومله به صورت مشترک با حزب کمونیست ایران از سایت خبری پیام و تلویزیون کومله برای انتشار مواضع و تولید برنامه‌های خود استفاده می‌کند.

## مواضع حزب

### واکنش به حملات اسرائیل به غزه
ابراهیم علیزاده دبیرکل حزب کمونیست ایران، در واکنش به جنگ اسرائیل و حماس در سال ۲۰۲۳، حملات اسرائیل به غزه را محکوم و غزه را به «بزرگ‌ترین زندان جهان» و مقاومت مردم فلسطین در برابر اسرائیل را به «شورش در یک زندان بزرگ» تشبیه کرد و از دولت اسرائیل، به عنوان «دولت نژادپرست» یاد کرد. او همچنین حمایت‌های جمهوری اسلامی از حماس را ریاکارانه خواند و گفت: «اینکه حماس این دوره از درگیری‌ها را آغاز کرد، اینکه جمهوری اسلامی ریاکارانه سنگ دفاع از حقوق مردم فلسطین را به سینه می‌زند و از حماس پشتیبانی می‌کند، هیچ‌کدام از اینها ذره‌ای از حقانیت مقاومت مردم فلسطین در مقابل دولت جنایتکار، مذهبی و نژادپرست اسرائیل را کم نمی‌کند.»